# Maliniter
Maliniter kallades medlemmarna av den engelska grenen av IOGT då denna nykterhetsorden, åren 1876–1887, var splittrad i två konkurrerande världsloger.
Namnet fick man efter den ledande företrädaren, Joseph Malins. Deras meningsmotståndare kallades hickmaniter.
De svenska maliniterna bildade storloge den 12 augusti 1880. Deras officiella tidningsorgan var Svenska Good Templar.
Vid världsstorlogemötet i Halifax, Kanada 1882 valdes svensken Oskar Eklund till marskalk i världsstorlogen.
Sedan de båda internationella storlogerna gått ihop den 26 maj 1887 enades även de båda svenska storlogerna i Stockholm, den 20 juli samma år. Maliniternas svenska storloge hade vid samgåendet 37 070 medlemmar i 914 loger och var störst av de båda svenska grenarna. Maliniternas ordenstemplare Edvard Wavrinsky utsågs därför till ledare för den nya gemensamma storlogen. Dennes ateism blev dock för mycket för många hickmaniter som redan året därpå lämnade IOGT och bildade NGTO.

## Svenska Ordenstemplare 1880–1887
- Johan August Muhr, augusti–december 1880
- Olof Bergström, december 1880 till maj 1881
- Carl Eklund, maj 1881 till augusti 1882
- Anders Henrik Berg, augusti 1882 till 1886
- Edvard Wavrinsky, 1886–1887